# 2034 Bernoulli
För andra betydelser, se Bernoulli (olika betydelser).
2034 Bernoulli eller 1973 EE är en asteroid i huvudbältet som upptäcktes den 5 mars 1973 av den Schweiziska astronomen Paul Wild vid Observatorium Zimmerwald. Den har fått sitt namn efter flera personer i den Schweiziska släkten Bernoulli.
Asteroiden har en diameter på ungefär 7 kilometer.